# Seven Days to Live
Seven Days to Live és una pel·lícula de thriller del 2000 de coproducció alemanya-Txeca-estatunidenca dirigida per Sebastian Niemann i amb Amanda Plummer al paper principal.

## Trama
El 1976, el cap de policia Carl Farrell va a la casa de camp de la parella Kosinki perquè fa setmanes que no els veuen. L'agent troba la dona ofegada a la cadira veient la televisió, mentre que el seu marit sembla que s'ha tornat boig. Més de 20 anys després, la parella Shaw es trasllada a la casa; Tots dos busquen la pau després que el seu fill Tommy morís en un accident. Martin Shaw és un autor de best sellers, però pateix el bloqueig de l'escriptor.
Ellen Shaw de sobte comença a notar signes estranys. Com un compte enrere, primer veu un 7 al mirall del bany, després veu el missatge que només li queden sis dies de vida. També està turmentada pels malsons. Mentrestant, el seu marit s'aïlla de la seva dona al soterrani tancat. Ellen Shaw investiga la història de la casa i va a l'antic cap de policia Carl Farrell, que li explica el que va passar el 1976. Ella descobreix que la seva casa es va construir en un camp d'execució medieval. De tornada a la casa, troba el seu marit, ara boig, que l'arrossega al soterrani. Tot i que aconsegueix fugir a l'hospital, el seu marit la porta de nou a casa. Farrell acudeix en la seva ajuda i Ellen aconsegueix trencar l'encanteri. Després de sortir de casa, s'enfonsa al pantà.

## Repartiment
- Amanda Plummer : Ellen Shaw
- Sean Pertwee : Martin Shaw
- Nick Brimble : Carl Farrell
- Sean Chapman : Paul
- Gina Bellman : Claudia
- Renee Ackermann : Marlene Kosinski
- Chris Barnes : Frank Kosinski
- Eddie Cooper : Thomas Shaw
- Amanda Walker : Elizabeth Farrell
- Julian Curry : Professor Ed Saunders
- Dave Hill : Doctor Brown

## Recepció crítica
| « | Agradable sense grans expectatives, amb una inspecció més propera, no és millor que altres pel·lícules de terror. | » |

| «                               | Sense ni un toc del seu propi accent, "7 Days to Live" s'inclina davant les convencions de terror dolorosament gastades i es presenta com un aficionat, desmotivat i fins i tot divertit sense voler a causa del treball de diàleg força estúpid. El que queda no és més que una producció moderadament emocionant i precipitada entre el thriller i el misteri pla, frenada amb la mentalitat de copador més poc imaginativa, que intenta en va emular els èxits de taquilla estatunidencs. | » |
| — Flemming Schock a Filmspiegel | |   |